# عقم المكاسرة (عبس)

تعديل مصدري - تعديل

عقم المكاسرة هي إحدى قرى عزلة بني حسن بمديرية عبس التابعة لمحافظة حجة، بلغ تعداد سكانها 80 نسمة حسب تعداد اليمن لعام 2004.